# شوساکو اندو
شوساکو اندو (به ژاپنی: 遠藤 周作 Endō Shūsaku) (۲۷ مارس، ۱۹۲۳ – ۲۹ سپتامبر، ۱۹۹۶) نویسندهٔ ژاپنی بود که از دیدگاه نادر یک مسیحی کاتولیک داستان می‌نوشت. اندو هم رمان‌نویس و هم طنزنویس بود. کتابی که او در غرب بیشتر به خاطر آن شهرت دارد - چینموکو است که با عنوان انگلیسی سکوت در سال ۱۹۶۹ منتشر شد - به مسیحیان ژاپنی در قرن هفدهم در ناگاساکی و مشکلات ایمان و ارتداد می‌پردازد. در حالی که در غرب این سکوت است که شهرت اندو را مشخص می‌کند، خوانندگان ژاپنی رمان تاریخی سامورایی اندو در سال ۱۹۸۰ را ترجیح می‌دهند. از این رمان در سال ۲۰۱۶ فیلمی به همین نام، سکوت (فیلم ۲۰۱۶) توسط کارگردان مارتین اسکورسیزی اقتباس شد. اندو برنده چندین جایزه معتبر ادبی است از جمله جایزه آکوتاگاوا و نشان فرهنگ و نشان سن سیلوستر کلیسای کاتولیک که توسط پاپ پل ششم به او اهدا شد.
همراه با یوشییوکی جوننوسوکه، یاسوئوکا شوتارو، شونو جونزو، آگاوا هیرویوکی، سونو آیاکو، به عنوان بخشی از نسل سوم نویسندگان پس از جنگ (یعنی سومین گروه بزرگ نویسندگان ژاپنی که پس از جنگ جهانی دوم ظاهر شدند، طبقه‌بندی می‌شود. اندو یکی از تحسین‌شده‌ترین رمان‌نویسان ژاپنی بود و طرفداران بین‌المللی زیادی داشت. او تقریباً تمام جوایز ادبی مهم ژاپن را از آن خود کرد، حداقل ۹ کتاب به انگلیسی و سایر زبان‌ها ترجمه شده و چندین بار نامزد جایزه نوبل ادبیات شده است.

## زندگی‌نامه

### دوران کودکی
بلافاصله پس از اینکه اندو در توکیو سیتی در سال ۱۹۲۳ به دنیا آمد، در سال ۱۹۲۶ خانواده او به دالیان، سپس بخشی از قلمروی اجاره‌ای کوانتونگ در منچوری نقل مکان کردند.
در سال ۱۹۲۹، اندو وارد مدرسه ابتدایی میدان بزرگ شهر دالیان شد. در همین زمان، در حالی که مادرش را در حال تمرین ویولن با نوک انگشتانش غرق در خون و مهربان با خدمتکارشان می‌دید، به او احترام می‌گذاشت، در حالی که پدرش بسیار را با برادر بزرگترش «شوسوکه»، که در درس مهارت داشت مقایسه می‌کرد و او را موعظه می‌کرد و همین باعث احساس حقارت شدید در او می‌شد. در حدود سال ۱۹۳۲، پس از اینکه پدرش یک معشوقه پیدا کرد، رابطه بین والدینش شروع به بدتر شدن کرد و موجب شد اندو دوران کودکی تاریکی را سپری کند. در سال ۱۹۳۳، زمانی که اندو ده ساله بود، والدینش از هم جدا زندگی می‌کردند. با این حال، در سال ۱۹۳۷ بود که پدرش اعلامیه رسمی طلاق را ارسال کرد. چند ماه بعد، پدرش دوباره با زنی ۱۶ سال کوچکتر از خودش ازدواج کرد.
هنگامی که والدینش در سال ۱۹۳۳ از یکدیگر جدا شدند، مادر اندو او را به ژاپن بازگرداند تا با خاله اش در کوبه زندگی کند. در سال ۱۹۳۵ اندو در سن ۱۲ سالگی به عنوان یک کاتولیک تعمید یافت. برخی می‌گویند که این امر به خواست مادرش که پس از طلاق به کاتولیک گرویده بود، انجام شد. در حالی که دیگران می‌گویند که در ابتدا خاله‌اش او را به تغییر دین تشویق کرده است. نام غسل تعمید مادرش «ماریا» و نام غسل تعمید برادر بزرگترش شوساکو «پائولو» و نام خودش «پُل» بود. در سال ۱۹۳۹، مادرش با پیتر هرتزوگ، مبلغ مذهبی آلمانی، که ستون مذهبی و معنوی او شد، ملاقات کرد و اتاق درس موسیقی متصل به خانه جدیدش را برای سخنرانی‌های کتاب مقدس و توده‌ها باز کرد.

### روزهای دانشجویی (۱۹۳۹–۱۹۴۹)
فارغ‌التحصیل دوره راهنمایی نادا جونیور در سال ۱۹۴۰ (شوا ۱۵) بود و در سال ۴۱ وارد دوره پیش دانشگاهی دانشگاه سوفیا شد. او در دسامبر همان سال مقاله‌ای با عنوان «خدای متافیزیکی، خدای مذهبی» را در شماره اول مجله سوفیا منتشر کرد. او در فوریه ۴۲ از دوره پیش دانشگاهی کناره گرفت. در این مدت، او در آزمون قدیمی ورودی پیش دانشگاهی رد شد، اما با توجه به بار مالی بر دوش مادرش، به خانه پدرش در توکیو نقل مکان کرد. در سال ۱۹۴۳ پس از سه سال زندگی در توکیو و رد شدن در امتحان اندو برای اولین بار در دانشگاه واسدا برای هدف اعلام شده تحصیل پزشکی وارد شد، اما بعداً تصمیم گرفت در رشته ادبیات فرانسه در دانشگاه کیئو تحصیل کند. پدرش او را عاق کرد، بنابراین خانه پدرش را ترک کرد و به کار پاره وقت ادامه داد. تحصیلات او به دلیل جنگ قطع شد و در طی آن در یک کارخانه مهمات سازی کار می‌کرد. او در خوابگاه دانشجویی که توسط فیلسوف ژاپنی کاتولیک یوشیمتسو یوشیهیکو مدیریت می‌شد اقامت کرد. با معرفی یوشیمتسو با تاتسو هوری نویسنده آشنا شد و که هر دو تأثیر عمیق فلسفی و ادبی داشتند بر او داشتند. در سال اول دانشگاه در معاینه اجباری شرکت کرد اما به دلیل التهاب ریه، سربازی او به تعویق افتاد و سلامتی ضعیف اندو را از خدمت در ارتش در طول جنگ جهانی دوم بازداشت. در سال ۱۹۴۵ وارد دانشکده ادبیات دانشگاه کیئو، گروه ادبیات فرانسه شد. به توصیه معلم سابقش ساتو ساکو (۱۹۰۵–۱۹۹۶)، او خود را وقف ادبیات کاتولیک مانند فرانسوا موریاک و ژرژ برنانوس کرد. در سال ۱۹۴۷، خدایان و خدا در مجله چهار فصل منتشر شد که اولین نقد او بود. در سال ۱۹۴۹ از گروه ادبیات فرانسه فارغ‌التحصیل شد.

### دوره تحصیل در خارج از کشور (۱۹۵۰–۱۹۵۳)
اندو یکی از اولین دانشجویان ژاپنی بود که در فرانسه تحصیل کرد. مطالعات او در دانشگاه لیون در دوره ۱۹۵۰–۱۹۵۳، علاقه و دانش او را نسبت به نویسندگان مدرن کاتولیک فرانسوی، که قرار بود تأثیر عمده‌ای بر نوشته‌های او داشته باشند، عمیق‌تر کرد.
بر اساس‌نامه‌ها و یادداشت‌های روزانه، اندو، از شروع تحصیل در خارج تا درست قبل از بازگشت به ژاپن با یک دانشجوی دختر در فرانسه که ۷ سال از او کوچک‌تر بود در ارتباط بود. وقتی زن شنید که اندو در حال ازدواج است، در سال ۱۹۶۶ به عنوان معلم فرانسوی به دانشگاه هوکایدو منصوب شد. اندو به او توصیه کرد که «سکوت» را به فرانسوی ترجمه کند. او در سال ۱۹۷۰ به فرانسه بازگشت و در سال ۱۹۷۱ در سن ۴۱ سالگی بر اثر سرطان سینه درگذشت.

### آغاز دوران نویسنده (۱۹۵۴–۱۹۶۲)
پس از بازگشت به ژاپن، موفقیت او به عنوان نویسنده تقریباً فوری بود. در سال ۱۹۵۴، یک سال پس از اتمام تحصیلاتش در فرانسه، او برنده جایزه آکوتاگاوا برای «شیروی هیتو» (مردان سفیدپوست) شد.
در سال ۱۹۵۵ با «اوکادا جونکو» ازدواج کرد.آنها یک پسر داشتند، به نام «ریونوسکه» که در سال ۱۹۵۶ متولد شد.

### ۱۹۶۳ به بعد
در سال ۱۹۶۸، او سردبیر یکی از مجلات شد، مجله معتبر میتا بونگاکو.
اندو حداقل در دو دانشگاه توکیو استاد بود. در سال ۱۹۵۶ به عنوان استاد در دانشگاه سوفیا، استخدام شد و در سال ۱۹۶۷ دانشگاه سیجو نقش «مدرس نظریه رمان» را به او واگذار کرد. با این حال، او یک رمان‌نویس به حساب می‌آمد نه استاد دانشگاه.
در طول زندگی حملات بیماری، او را آزار می‌داد و در یک مقطع دو سال را در بیمارستان گذراند. در سال ۱۹۵۲ هنگام تحصیل در فرانسه با ذات‌الجنب به پاریس آمد. بازگشت مجدد در سال ۱۹۶۰ باعث مورد دیگری از همان بیماری شد و او بیشتر سه سال در بیمارستان (در فرانسه و ژاپن) ماند. از جمله سایر مشکلات سلامتی، او به سل.کژپشتی مبتلا شد، و یک ریه اش برداشته شد.
در حالی که او در سال ۱۹۹۴ جایزه نوبل ادبیات را در رقابت با کنزابورو اوئه از دست داد، سال بعد نشان فرهنگ را دریافت کرد. اندو مدت کوتاهی پس از آن در اثر عوارض هپاتیت در بیمارستان دانشگاه کیئو در توکیو در ۲۹ سپتامبر ۱۹۹۶ درگذشت.

## سبک و مضامین نوشتاری

### عقده ادیپ و مادر
عقده ادیپ که در کودکی داشت تا سالهای بعد ادامه یافت و آثار مختلفی را تحت تأثیر قرار داد.
مادرم در مدرسه موسیقی توکیو نوازنده ویولن بود. او هرگز فرزندانش (شوساکو/شوسوکه) را سرزنش نکرد، جز یک کلمه: «این مقدس نیست» اینها کلماتی بود که واقعاً در دوران کودکی قلبم را به درد آورد، اما عجیب بود که می‌توانستم آنها را مطیعانه بپذیرم. بچه‌ها مادرشان را می‌پرستیدند.
نمی‌توانستم پدرم را به خاطر رها کردن مادرم ببخشم. اندو از پدرش متنفر بود.
به همسرش «خانم جونکو» که آشتی با پدرش را توصیه می‌کرد، گفت: «شما که در خانه‌ای همراه با پدر و مادرتان به راحتی بزرگ شده‌اید، رنج من را درک نمی‌کنید.»

### مسیحیت به عنوان یک موضوع
در حالی که اندو در چندین ژانر می‌نویسد، آثار او به شدت با مسیحیت یا کاتولیک گره خورده است. اندو را «رمان‌نویسی می‌گویند که بر آثارش یک مضمون تسلط یافته است… اعتقاد به مسیحیت». دیگران گفته‌اند که او «یک نویسنده کاتولیک ژاپنی» است که تلاش می‌کند تا «بذرهای دین پذیرفته‌شده‌اش» را در «باتلاق گلی» ژاپن بکارد». او اغلب ژاپن را به باتلاق یا پوداب تشبیه می‌کرد. در رمان «سکوت (رمان)» یکی از مقامات به کشیشی که مرتد شده است می‌گوید: «پدر، شکست تو از ما نبود، بلکه از این باتلاق ژاپن بود». در نسخهٔ نمایشنامه‌ای این داستان، به نام «کشور طلایی»، این مقام مسئول همچنین می‌گوید: «اما باتلاق گلی نیز نقاط خوبی دارد، اگر بخواهید خود را به گرمای راحت آن بسپارید. آموزه‌های مسیح مانند شعله، آدمی را به آتش می‌کشد، اما گرمای ملایم ژاپن در نهایت خواب را تقویت می‌کند.» بنابراین، بسیاری از شخصیت‌های اندو تمثیل (ادبیات) هستند.
ممکن است مسیحیان و کاتولیک‌های هموطنش او را نپذیرند. برخی از شخصیت‌های او (که بسیاری از آنها تمثیلی هستند) ممکن است به ادیان غیر غربی اشاره کنند. اگرچه تمرکز اصلی آثار او این موضوع نیست، اما در تعدادی از کتاب‌های اندو از مسیحیان پنهان یاد شده است.
مسیحیت بزرگ‌ترین مضمون ادبیات اندو است و با وجود اینکه او خداشناس نیست و تحصیلات الهیاتی ندیده است و علیرغم این واقعیت که برخی عقایدی در او وجود دارد که لزوماً ارتدکس نیستند، او همچنان با حوزه مسیحیت در ژاپن آشنا است و نماینده آن محسوب می‌شود. او همچنین آثاری غیر از رمان منتشر کرده است، مانند «عیسی من» و «خدا برای من چیست؟»
ایمان کاتولیک او را می‌توان در برخی از سطوح در تمام کتاب‌های او مشاهده کرد و اغلب یک ویژگی اصلی است. بیشتر شخصیت‌های او با معضلات اخلاقی پیچیده دست و پنجه نرم می‌کنند و انتخاب‌های آن‌ها اغلب نتایج متفاوت یا غم‌انگیزی به بار می‌آورد.

### تضاد ژاپنی بودن و مسیحیت
خانواده اندو کاتولیک هستند و او نیز به عنوان کاتولیک تعمید یافت. از سال ۱۹۵۰ در فرانسه مشغول به تحصیل بود. کشمکشی که اندو در طول این تحصیل در خارج از کشور احساس کرد و تبدیل به بزرگ‌ترین موضوع زندگی او شد «تضاد ژاپنی بودن و مسیحی بودن» بود. سال‌ها بعد، اندو افکار خود را در مورد ایمان خود به عنوان «کار بازسازی لباس‌های گشاد به لباس‌های ژاپنی» توصیف کرد. این مضمون تا انتها ادامه دارد و در سال‌های آخر عمر به «رود عمیق» متصل می‌شود.
کتاب‌های او منعکس‌کننده بسیاری از تجربیات کودکی‌اش، از جمله ننگ بیگانه بودن، تجربه خارجی بودن، زندگی یک بیمار بیمارستان و مبارزه با سل است. با این حال، کتاب‌های او عمدتاً به ساختار اخلاقی زندگی می‌پردازد.
وقتی اِندو در سال ۱۹۹۶ در سن ۷۳ سالگی درگذشت،  روزنامهٔ آساهی او را رمان‌نویسی خواند که مضمون کارهایش کشمکش بین باور مسیحی و فضای معنویت ژاپن بود.
اندو نوشت: «مشکل، آشتی کاتولیک من با خون ژاپنی من است. . . چیز به من آموخته است که ژاپنی‌ها باید مسیحیت را بدون حمایت سنت یا تاریخ یا میراث یا حساسیت مسیحی جذب کنند.» در ادامه نوشته است «حتی این تلاش هم محل مقاومت و رنج و درد بسیار است. بدون شک این همان صلیب عجیبی است که خداوند به ژاپنی‌ها داده است.» اتو جون، ناقد ادبی نوشت که کار اندو به دلیل فقدان شخصیت پدر قابل توجه است و اظهار داشت که «عیسی او شخصیتی شبیه مادر است». اندو مکرراً می‌گفت که می‌خواهد تصویری از مسیحی مهربان و بخشنده خلق کند که ژاپنی‌ها راحت‌تر بتوانند او را در آغوش بگیرند.

### قدرت نجات مسیحیت
اندو معتقد است که مسیح کسی است که همیشه در کنار او خواهد بود و مراقب خود کثیف و بدبخت اوست که هیچ‌کس او را نمی‌شناسد. این تفسیر مشخصه از مسیحیت هم بسیار مورد توجه است و هم گاهی بدعت تلقی می‌شود. به عقیده اندو «بزرگ‌ترین قدرت نجات مسیحیت صعود مسیح از گلگوتا در انجیل است. به عنوان یک گناهکار که پس از شکنجه شدن، صلیب که بر روی آن مصلوب شده بود، و توده‌ها بر سر او فریاد زدند، پوشیده از کثیفی بود، گفته می‌شود که او بدبخت‌ترین و در عین حال زیباترین انسان تاریخ است.»

### دوران اولیه مسیحیت در ژاپن
اندو علاقه شدیدی به دوران به اصطلاح مسیحی از دوره سنگوکو تا دوره ادو (قرن شانزدهم و هفدهم میلادی) دارد و آثار زیادی مانند رمان و زندگی‌نامه انتقادی از خود به جای گذاشته است. بسیاری از آثار بر اساس افراد واقعی مانند جوزپه کیارا و کونیشی یوکیناگا ساخته شده‌اند.
اندو می‌گوید که دلیل علاقه او به دوران مسیحیت این است که خودش به عنوان معتقد به دین دشمن در طول جنگ جهانی دوم مورد تبعیض قرار گرفته است.
«سکوت» و «سامورایی» با موضوع مبلغانی که به ژاپن آمده‌اند نگارش شده‌اند. به عقیده اندو اگرچه مبلغان در طول سال‌ها برای جمع‌آوری برخی از پیروان سخت تلاش کرده‌اند، اما ژاپنی‌ها به راحتی با تغییر در جامعه یا حتی با تغییر جو مرتد می‌شوند. به همین دلیل، درک تصویر ژاپنی‌ها برای جامعه مسیحی قطعاً دشوار بود. … مؤمنان ژاپنی که اصول مسیحیت را درک کرده و به آن پایبند بودند، صرفاً می‌خواستند در دنیا و آخرت شاد باشند و هیچ ارتباطی با ارزش واقعی تعالیم خدا برای مسیحیت نداشتند. حتی اگر این دکترین را درک می‌کردند، ایمان واقعی نداشتند.

### تصویری جدید از مسیحیت
اندو که از تضاد بین ژاپنی و مسیحیت رنج می‌برد، «تصویر مسیحیت را که ژاپنی‌ها باید داشته باشند» و «تصویر مسیحیت جهانی» را در اثر بعدی خود «رود عمیق» ارائه کرد. اندو از ابتدا متفکری انحصاری نبود که فقط مسیحیت را دین برتر بداند. انحراف از اعتقاد مسیحیت غربی مبنی بر اینکه مسیحیت تنها دین واقعی است، یک تناقض بزرگ برای اندو، به عنوان یک معتقد مسیحی بود.
آنچه اندو را شوکه کرد، آشنایی با کثرت‌گرایی دینی فیلسوف مذهبی بریتانیایی جان هیک بود. این ایده، که همه ادیان را، به یک اندازه ارزشمند می‌داند، به نوری تبدیل شد که تناقضاتی که اندو از آن رنج می‌برد، را حل کرد.

### طنز
او به همراه دوست صمیمی خود کیتا موریو مقالاتی به نام ادبیات طنز یا آثار طنز منتشر می‌کرد و به عنوان یک پرچمدار در این زمینه شناخته شد و رونقی در این زمینه ایجاد کرد. در نتیجه برای عموم مردم به عنوان «استاد اندو شوساکو» شناخته شده بود.

## نقد
کارهای او اغلب با گراهام گرین مقایسه می‌شود، این دو نسبت به یکدیگر تحسین متقابل داشتند: خود گرین به اندو لقب یکی از بهترین نویسندگان زنده را داد.
روزنامه نیکی شینبون نوشته است، «آثار او منعکس کننده دیدگاه ضعیف و فرودست است. از این نظر، آنها را می‌توان به عنوان یک ادبیات عاشقانه دید.»
اندو از اینکه مسیحیتی که در اروپا با آن مواجه شد، بر اصل پدری تأکید کرد و با معنویت مردم ژاپن همخوانی نداشت، ناراضی بود و سعی کرد مسیحیت را در فضای معنوی ژاپن ریشه دواند. خود اندو آن را چنین توصیف می‌کند: «مسیحی بودن به عنوان یک ژاپنی به اندازه اجبار به پوشیدن لباس‌های غربی گشاد ناراحت‌کننده بود و این وظیفه زندگی من بود که آن را متناسب با بدنم تهیه کنم.»
در سال‌های آخر عمر، با پلورالیسم مذهبی مورد حمایت جان هیک مواجه شد و تحت تأثیر آن قرار گرفت.
ارزیابی اندو در کلیسای کاتولیک به موافقان و مخالفان تقسیم می‌شود:
- پدر اینواوئه یوجی، که با اندو در فرانسه تحصیل کرده است، می‌گوید: «آثار اندو «در کنار دریای مرده» و «زندگی عیسی» اولین آثاری هستند که عمیقاً در فضای معنوی ژاپن نفوذ می‌کنند، چه با این تصویر موافق باشید یا نه. می‌توان گفت اینها آثاری است که با مسیحیت پیوند محکمی دارد». علاوه بر این، مقاله ای در روزنامه کاتولیک منتشر شد که در آن اندو به دلیل «اشاعه مسیحیت» تمجید شد.[۱۸]
- پدر آلویزیو دل کول در یک برنامه تلویزیونی ویژه کریسمس در ۲۴ دسامبر ۱۹۷۸ اظهار داشت که اندو نظریه داده است که «گفته می‌شود که مسیح معجزه کرده، اما در واقعیت او از انجام معجزه ناتوان بوده و هیچ معجزه ای انجام نداده است.» اندو نظریه خود را در «زندگی عیسی»، «تولد مسیح»، «سکوت» و غیره گنجانده است. پدر آلویزیو دل کول اظهار داشت: «ادبیات آقای اندو، حتی با مضامین مسیحیت و انجیلی که دارد، یک نقطه ضعف بزرگ برای کار تبلیغی است.»

## فهرست جزئی آثار
- تا ادن (アデンまで?, تا ادن)
: منتشر شده در شماره نوامبر ۱۹۵۴ مجله میتا بونگاکو، مجله ادبی دانشگاه کیئو در توکیو.
- 白い人 (مرد سفیدپوست) (۱۹۵۵)[۹]در سال ۱۹۵۵، تعارض خیر و شر را در انسان‌ها توصیف کرد.[۱۹] او در سال ۱۹۵۵ جایزه معتبر آکوتاگاوا ژاپن را برای «شیرویی هیتو» دریافت کرد.[۵]
- 黄色い人 (مرد زردپوست) (۱۹۵۵):[۲] رمانی به شکل نامه ای که توسط یک مرد جوان نوشته شده است، دیگر در حال تمرین کاتولیک، به کشیش سابق خود، یک مبلغ فرانسوی.
- 海と毒薬 (دریا و سم) (۱۹۵۷):[۲] تا حد زیادی در یک بیمارستان فوکوئوکا در طول جنگ جهانی دوم، این رمان مربوط به زنده‌شکافی نظامیان اسیر شده هواپیماهای آمریکایی است[۲۰] و با دیدگاه‌های متناوب نوشته شده است: بخش عمده داستان با دیدگاه سوم شخص ذهنی، محدود (اما در حال تغییر) نوشته شده است. سه بخش به صورت اول شخص گفته می‌شود. این رمان با الهام از وقایع واقعی، نوشته شده است.[۲۱] در سال ۱۹۸۶ فیلم دریا و سم بر اساس این رمان ساخته شد. این فیلم به کارگردانی کی کومای ساخته شده و بازیگرانی چون ایجی اوکودا و کن واتانابه در آن بازی می‌کند. اندو در این رمان به فقدان وجدان اخلاقی که به پزشکان ژاپنی در جنگ جهانی دوم اجازه داد خلبان آمریکایی اسیر شده را در حالی که او هنوز زنده بود تشریح کنند، انتقاد کرد. شخصیت اصلی از طریق سکوت خود شریک جرم است.[۱۹] افرادی که دعوت به شرکت در آزمایش‌های انسانی می‌شوند و با وجود اینکه احساس گناه می‌کنند، به‌طور اتفاقی بدون هیچ اعتراض شدیدی درگیر می‌شوند. اندو همچنین استدلال می‌کند که به هر حال، هیچ اصل رفتاری با ماهیت اخلاقی مانند مسیحیت در ژاپنی‌ها وجود ندارد و افراد با شخصیت متوسط به دلیل روان‌شناسی جمعی به روش‌های ظالمانه می‌افتند.
- おバカさん (احمق شگفت‌انگیز) (۱۹۵۹):[۲] داستانی در مورد یک فرانسوی مهربان، بی‌گناه و ساده لوح در حال بازدید توکیو پس از جنگ گاستون بناپارت شخصیتی شبیه مسیح است که برای زندگی با یک خانواده ژاپنی می‌آید. او با انواع «نامطلوب‌ها» از جمله سگ‌های ولگرد، روسپی‌ها و یک قاتل دوست می‌شود. با وجود این رفتار غیرمعمول، او هرکسی را که ملاقات می‌کند به سمت بهتر شدن تغییر می‌دهد.
- 十一の色硝子 (مرثیه‌های شیشه‌ای رنگارنگ) (۱۹۵۹): در سال ۱۹۸۴ به انگلیسی ترجمه شد.
- 火山 (آتشفشان) (۱۹۶۰):[۱۰] رمانی دربارهٔ سه شخصیت رو به زوال: یک کشیش کاتولیک مرتد، مدیر یک ایستگاه هواشناسی در استانی ژاپن و آتشفشانی که دومی در آن متخصص است.
- 私が棄てた女 (دختری که پشت سر گذاشتم) (۱۹۶۴):[۱۰] داستان مرد جوان و عدم تطابق او با زن جوان بی گناه همان‌طور که اندو در پیشگفتار ترجمه انگلیسی می‌نویسد، یکی از شخصیت‌ها با «اوتسو»، شخصیتی در رمان بعدی اندو رود عمیق ارتباط دارد.
- Ryūgaku (留学?, مطالعات خارجی)
 (1965)[۱۰] سه روایت مرتبط، شکاف فرهنگی بین شرق و غرب را ترسیم می‌کنند. اندو با یادآوری پاریس در دهه ۱۹۶۰، رم قرن هفدهم، و استانی در فرانسه در سال‌های پس از جنگ جهانی دوم، بیگانگی سه دانش‌آموز ژاپنی را در مواجهه با ارزش‌های معنوی و فرهنگ اروپا به وضوح منتقل می‌کند.
- 沈黙 (سکوت (رمان)) (۱۹۶۶):[۱۰] برنده جایزه تانیزاکی[۱۰] و مشهورترین اثر اندو، عموماً به عنوان شاهکار او در نظر گرفته می‌شود. «سکوت» توسط ناشران پیتر اوون لندن به زبان انگلیسی منتشر شده است. این رمان تاریخی داستان یک کشیش کاتولیک مبلغ مذهبی در اوایل قرن هفدهم ژاپن را روایت می‌کند که ارتداد برای نجات جان چند نفر، و سپس در خدمت ارباب محلی می‌شود. ایمان مسیحی در خلوت این شخصیت بر اساس شخصیت تاریخی جوزپه کیارا ساخته شده است.
  - این کتاب الهام‌بخش اقتباس‌های بلند سینمایی سکوت (فیلم ۱۹۷۱) (۱۹۷۱) توسط ماساهیرو شینودا، «چشم‌های آسیا» (۱۹۹۶) توسط کارگردان فیلم پرتغالی ژائو ماریو گریلو و سکوت (فیلم ۲۰۱۶) (۲۰۱۶) توسط مارتین اسکورسیزی است.[۲۲] آخرین مورد در ۲۹ نوامبر ۲۰۱۶ در شهر واتیکان به نمایش درآمد و در ۲۳ دسامبر ۲۰۱۶ در ایالات متحده اکران شد.
- کشور طلایی (۱۹۶۶):[۱۰] نمایشنامه ای با بسیاری از شخصیت‌هایی که در رمان «سکوت» ظاهر می‌شوند.
- کورونبو (黒ん坊؟) (۱۹۷۱): یک رمان طنز با الهام از شخصیت تاریخی یاسوکه، مردی آفریقایی قرن شانزدهم که به عنوان نگهبان تحت دایمیو خدمت می‌کرد. اودا نوبوناگا. عنوان رمان یک ژاپنی فهرست نام‌های تحقیرآمیز نژادی برای سیاه‌پوستان، معادل کاکاسیاه در انگلیسی است.
- 死海のほとり (سواحل دریای مرده) (۱۹۷۳)[۲]
- イエスの生涯 (زندگی عیسی) (۱۹۷۳)[۱۰]
- 侍  سامورایی (۱۹۸۰): روایتی جذاب از سفر یک سامورایی به نمایندگی از شوگون برای باز کردن تجارت با مکزیک، اسپانیا و رم است که یکی از بهترین نوشته‌های او محسوب می‌شود که پیچیدگی‌های تعامل بین فرهنگ‌ها را نیز نشان می‌دهد.[۲۳] سامورایی، اولین رمان اندو پس از سکوت همچنین به عنوان پاسخی به انتقادات کاتولیک ژاپنی از سکوت خوانده می‌شود. داستان سامورایی، مانند سکوت، در اوایل قرن هفدهم ژاپن اتفاق می‌افتد که بر اساس واقعه‌ای واقعی شامل لوئیس سوتلو، (۱۵۷۴–۱۶۲۴) و یک سامورایی ژاپنی، هاسه‌کورا تسونه‌ناگا (فیلیپ فرانسیس هاسه‌کورا) (۱۵۷۱–۱۶۲۲) است. این دو کاتولیک با هم در سال ۱۶۱۳ در یک مأموریت مشخص از ژاپن که آنها را تماماً به رم برد و در آنجا با پاپ پل پنجم ملاقات کرده‌اند. سکوت را به عنوان یک تراژدی که راه را برای کمدی سامورایی آماده کرده است، تفسیر شده است. معنای کلمه "سامورایی" محدود به یک جنگجو نیست. معنای ریشه‌ای آن از فعل «سامورای» (خدمت کردن) می‌آید. یک سامورایی یک خدمتکار است و سؤالی که اندو در این رمان می‌پرسد این است: "بنده واقعی (خدا) کیست؟[۲۴] در سال ۱۶۱۳، گروه کوچکی از سامورایی‌ها به همراه یک مبلغ اسپانیایی به مکزیک، اسپانیا و در نهایت رم سفر کردند. میسیونر (پدرو ولاسکو) امیدوار است که نخستی نشین یک ژاپن کاتولیک شود و مأموریت او این است که در ازای حقوق تجاری، برای جنگ صلیبی به ژاپن چانه بزند.
- 深い河 پرفروش‌ترین رمان اندو «رود عمیق (رمان)» در سال ۱۹۹۳ منتشر شد[۱۹] و «رود عمیق (فیلم)» فیلمی است که بر اساس این رمان ساخته شده و در سال ۱۹۹۶ اکران شده است.[۵] داستان این رمان در هند می‌گذرد، سفر فیزیکی و روحی گروهی متشکل از پنج گردشگر ژاپنی را روایت می‌کند که با طیف گسترده‌ای از معضلات اخلاقی و معنوی روبرو هستند. یکی از این گروه که در میان فقرا، بیماران و در حال مرگ کار می‌کند، مردی را پیدا می‌کند که مدت‌ها پیش در کالج او را در تلاش برای تضعیف ایمان او اغوا کرده بود.
- 鉄の首枷 - 小西行長伝 (یقه آهنی - داستان کونیشی یوکیناگا) (۱۹۷۷): زندگینامه کونیشی یوکیناگا و تویوتومی هیده‌یوشی بین مسیحیت، و استاد ضد مسیحی اش.
- 王妃マリーアントワネット (ماری آنتوانت) (۱۹۷۹): این کتاب الهام گرفته از موزیکال ماری آنتوانت اثر نمایشنامه نویس و ترانه‌سرای آلمانی، مایکل کونزه است.
- 女の一生：キクの場合 (دعای کیکو) (۱۹۸۲): رمانی است که در دوره پایانی آزار و اذیت مسیحیان در ژاپن در دهه ۱۸۶۰ اتفاق می‌افتد.
- 女の一生 (ساچیکو) (۱۹۸۲): رمانی که در ناگاساکی طی سال‌های بین سال‌های ۱۹۳۰ تا ۱۹۴۵ در مورد دو جوان در تلاش برای یافتن عشق و برخورد با ایمان کاتولیک خود در دوره‌ای که مسیحیان ژاپنی متهم به بی‌وفایی به کشورشان بودند، می‌گذرد.
- 私の愛した小説 (رمان‌های دوست داشتنی من) و 本当の私を求めて (جستجو برای من واقعی) (۱۹۸۵)
- スキャンダル رسوایی (رمان اندو شوساکو) (۱۹۸۶):[۶] این کتاب در توکیو اتفاق می‌افتد، داستان‌نویسی دربارهٔ رمان‌نویسی است که با یک همزاد خود که درگیر جنایات جنسی می‌شود، رودررو می‌شود.
- شهدای پایانی: مجموعه ای از یازده داستان کوتاه که بین سال‌های ۱۹۵۹ تا ۱۹۸۵ در ژاپن منتشر شد. در سال ۲۰۰۸ به انگلیسی ترجمه شد.

دیگر داستان‌های بسط یافتهٔ اندو شامل کوچیبوئو فوکو توکی (۱۹۷۴؛ وقتی سوت می‌زنم)، سوکیاندارو و تعدادی رمان طنز است. او همچنین داستان کوتاه، نمایشنامه، مقاله و زندگی‌نامه نوشته است.
انفجار مطالعات و ترجمه‌های اندو در اروپا-آمریکا عمدتاً توسط پروتستان‌های اصلی رهبری شد که تعدادی کاتولیک از گرایش‌های لیبرال‌تر به آن‌ها پیوستند، از جمله: دریا و سم، ترجمه گالاگر در سال ۱۹۷۲; احمق شگفت‌انگیز، ترجمه فرانسیس متی، در سال ۱۹۷۴، آتشفشان ترجمه شوچرت، در سال ۱۹۷۸; سامورایی، مترجم ون سی. گسل، ۱۹۸۲; رسوایی، ون گسل، ۱۹۸۸; مطالعات خارجی، مارک ویلیامز، ۱۹۸۹; دختری که پشت سر گذاشتم، ترجمه مارک ویلیامز، ۱۹۹۴; دعای کیکو، ترجمه ون گسل، ۲۰۱۲.

## جوایز
- ۱۹۵۵ جایزه آکوتاگاوا – مردان سفید (白い人، شیرویی هیتو)
- ۱۹۶۶ جایزه تانیزاکی – سکوت (رمان) (沈黙، چینموکو)
- ۱۹۷۱ نشان سن سیلوستر
- ۱۹۸۰ جایزه ادبی نوما – سامورایی (侍)
- ۱۹۹۵ نشان فرهنگ (文化勲章)

## کتابشناسی
- Morton, Leith (November 1994). The Image of Christ in the Fiction of Endō Shūsaku. Working Papers in Japanese Studies. Vol. 8. Japanese Studies Center, Monash University, Australia.
- Miller, Scott J. (2009). Historical Dictionary of Modern Japanese Literature and Theater. Scarecrow Press. ISBN 978-0-8108-6319-4.
- Williams, Mark B. (June 21, 1999). Endō Shūsaku: a literature of reconciliation. Routledge. ISBN 978-0-415-14481-0.

## برای مطالعهٔ بیشتر
- Yancey, Philip (February 1996). "Japan's Faithful Judas". Books & Culture. 2 (1).